# Александровка (Нововаршавский район)
Александровка — село в Нововаршавском районе Омской области России. Входит в состав Ермаковского сельского поселения.

## География
Село находится в юго-восточной части Омской области, на левом берегу реки Булдыр (протока Иртыша), на расстоянии примерно 21 километра (по прямой) к юго-юго-востоку (SSE) от посёлка городского типа Нововаршавка, административного центра района. Абсолютная высота — 88 метров над уровнем моря.

### Часовой пояс
Село Александровка, как и вся Омская область, находится в часовой зоне МСК+3. Смещение применяемого времени относительно UTC составляет +6:00.

## Население
| 2010 |
| ---- |
| 546  |

Гендерный состав
По данным Всероссийской переписи населения 2010 года в гендерной структуре населения мужчины составляли 48,4 %, женщины — соответственно 51,6 %.
Национальный состав
Согласно результатам переписи 2002 года, в национальной структуре населения русские составляли 62 %.

## Инфраструктура
В селе функционируют основная общеобразовательная школа и фельдшерско-акушерский пункт (структурное подразделение Нововаршавской ЦРБ).

## Улицы
Уличная сеть села состоит из пяти
улиц.